# Prefectura de Policia
La Prefectura de Policia és un organisme del cos dels Mossos d'Esquadra encapçalat pel comissari en cap que dirigeix l'estratègia i el comandament operatiu del cos, llevat de les unitats policials que depenen directament de la Direcció General de la Policia, que són el Gabinet del Director, el Servei d'Assessorament Jurídic, la Comissaria General de Relacions Institucionals, Prevenció i Mediació, la Divisió d'Avaluació de Serveis i la Divisió d'Afers Interns.

## Organització
La Prefectura de Policia conté tres comissaries, que són la Comissaria Superior de Coordinació Central, la Comissaria Superior de Coordinació Territorial, la Comissaria General Tècnica de Planificació de la Seguretat, a més de la Sala Central de Comandament.

### Comissaria Superior de Coordinació Central
1. Comissaria General d'Investigació Criminal
  1. Divisió d'Investigació Criminal.
    1. Àrea Central d'Investigació-Persones.
    2. Àrea Central d'Investigació-Patrimoni.
    3. Àrea Central de Crim Organitzat.
    4. Àrea Central de Delictes Econòmics.
    5. Àrees d'investigació criminal.

  2. Divisió de Policia Científica.
    1. Àrea Central d'Identificació.
    2. Àrea Central de Criminalística.

  3. Àrea Central d'Anàlisi de la Criminalitat.
  4. Àrea Central de Mitjans Tècnics i Suport Operatiu.
  5. Oficina de Suport.
2. Comissaria General de Recursos Operatius.
  1. Àrea d'Escortes.
  2. Àrea de Brigada Mòbil.
  3. Àrea de Grup Especial Intervenció.
  4. Àrea de Desactivació d'Artefactes Explosius TEDAX-NRBQ.
  5. Àrea Penitenciària.
  6. Àrea Central de Suport Operatiu.
  7. Oficina de Suport.
3. Comissaria General de Mobilitat.
  1. Divisió de Trànsit
    1. Àrea Central de Circulació i Normativa.
    2. Àrea Central d'Investigació d'Accidents

  2. Divisió de Transport.
    1. Àrea de Seguretat Aeroportuària.
    2. Àrea de Seguretat del Transport Metropolità.

  3. Oficina de Suport.
4. Comissaria General d'Informació.
  1. Àrea Central d'Informació Interior.
  2. Àrea Central d'Informació Exterior.
  3. Àrea d'Informació.
  4. Àrea Central d'Anàlisi.
  5. Àrea de Mitjans Tècnics.
  6. Unitat Central d'Informació en Ordre Públic.
  7. Oficina de Suport.

### Comissaria Superior de Coordinació Territorial

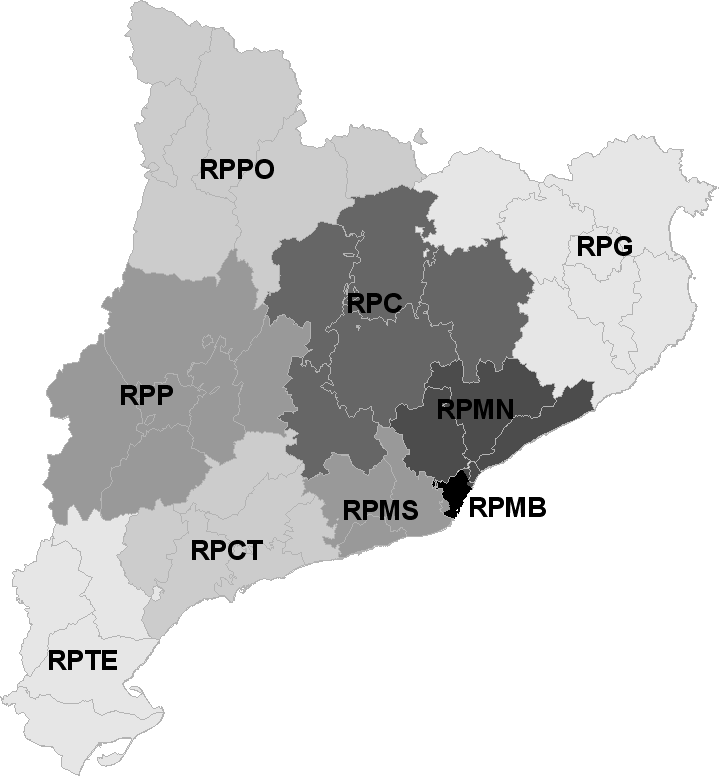
Mapa comarcal de les 9 Regions Policials

Dirigeix l'estructura territorialitzada de la policia catalana i dirigeix les comissaries que formen les Àrees Bàsiques Policials. La seva estructura és la següent:
1. Àrea Central de Policia Administrativa.[3]
2. Àrea Central de Medi Ambient.[3]
3. Regions policials.[3]
  1. Regions policials no metropolitanes.[3] Inclou diverses regions. La Regió Policial Pirineu Occidental té la seu a la ciutat de la Seu d'Urgell i engloba les comarques de la Val d'Aran, Alta Ribagorça, Pallars Jussà, Pallars Sobirà, Alt Urgell i Cerdanya. La Regió Policial Girona té la seu a Girona i engloba les comarques del Ripollès, la Garrotxa, l'Alt Empordà, Baix Empordà, Gironès, Pla de l'Estany i la Selva. La Regió Policial Central té la seu a Manresa i engloba les comarques del Berguedà, Solsonès, Osona, Bages i Anoia. La Regió Policial Ponent té la seu a Lleida i engloba les comarques de la Noguera, Segarra, Urgell, Segrià, Garrigues i Pla d'Urgell. La Regió Policial Camp de Tarragona té la seu a Tarragona i engloba les comarques del Baix Camp, el Priorat, Tarragonès, Alt Camp, Conca de Barberà i el Baix Penedès. La Regió Policial Terres de l'Ebre té la seu a Tortosa i engloba les comarques de la Terra Alta, Ribera d'Ebre, Baix Ebre i Montsià.
    1. Àrees bàsiques policials[3]
    2. Àrea Regional de Trànsit[3]
    3. Àrea Regional de Recursos Operatius[3]
    4. Sala Regional de Comandament.[3]
    5. Unitat Regional de Policia Administrativa.[3]
    6. Unitat Regional de Proximitat i Atenció al Ciutadà.[3]
    7. Oficina de Suport.[3]

  2. Regió Policial Metropolitana de Barcelona.[3] La seva seu i àmbit d'actuació és la capital del país: Barcelona. Aquesta regió es subdivideix en dos. La Regió Policial Metropolitana Nord, amb Granollers de capital, inclou el Maresme, Vallès Oriental, Vallès Occidental i una part del Barcelonès (les ciutats de Badalona i Santa Coloma de Gramenet). La Regió Policial Metropolitana Sud, amb capital a Sant Feliu de Llobregat, engloba les comarques del Baix Llobregat el Garraf, l'Alt Penedès i una part del Barcelonès (la ciutat de l'Hospitalet).
    1. Àrees bàsiques policials.[3]
    2. Àrea Regional de Recursos Operatius.[3]
    3. Sala Regional de Comandament.[3]
    4. Unitat Regional de Policia Administrativa.[3]
    5. Unitat Regional de Proximitat i Atenció al Ciutadà.[3]
    6. Oficina de Suport.[3]
    7. Àrea Regional de Seguretat d'Edificis i Trasllats.[3]
    8. Àrea Regional d'Instrucció d'Atestats i Custòdia de Detinguts[3]
4. Oficina de Suport. Assessora el cap de la CGTER i gestiona operativament els seus recursos humans i materials.[3]

### Comissaria General Tècnica de Planificació de la Seguretat
1. Divisió Tècnica de Planificació de la Seguretat.
  1. Àrea Tècnica de Coordinació i Suport. Assessora el Subdirector Operatiu de la Policia en l'exercici de les seves funcions.[4]
  2. Àrea Tècnica de Planificació i Dispositius.
  3. Àrea de Coordinació Interpolicial.
  4. Àrea Tècnica de Proximitat i de Seguretat Ciutadana.
2. Divisió de Sistemes d'Informació Policial.
  1. Àrea d'Elaboració de Dades Policials.
  2. Àrea de Seguretat en Tecnologies de la Informació.
  3. Àrea de Coordinació de Projectes dels Sistemes d'Informació Policial.

### Sala Central de Comandament
La Sala Central de Comandament (SCC) comunica les incidències policials més rellevants als principals responsables de la policia catalana (el Subdirector Operatiu de la Policia, els caps de les comissaries generals o al Director General), és l'enllaç amb els operadors dels Bombers i de Protecció Civil, i excepcionalment mobilitza els recursos policials necessaris per dispositius, operacions o incidències d'especial rellevància.